# Heterodermia hybocarponica
Heterodermia hybocarponica är en lavart som beskrevs av Elix. Heterodermia hybocarponica ingår i släktet Heterodermia och familjen Physciaceae.   Inga underarter finns listade i Catalogue of Life.